# Daniel Jiménez de Cisneros y Hervás
Daniel Jiménez de Cisneros y Hervás (Caravaca de la Cruz (Murcia), 16 de abril de 1863-Alicante, 17 de enero de 1941) fue un Geólogo, paleontólogo y catedrático español. Destacó como uno de los naturalistas más importantes de la primera tercio del siglo XX por sus estudios científicos en los  fósiles, de los que consiguió reunir dos importante colecciones, así como su descubrimiento de algunas especies de Ammonites y de Braquiópodos del Mesozoico.

## Biografía

### Infancia
Nació en Caravaca de la Cruz y fue hijo del médico forense Miguel Jiménez de Cisneros y Búsenme y de la caravaqueña Concepción Hervás. A consecuencia del trabajo de su padre, a los tres años, se trasladó a Huércal-Overa (Almería), donde vivió durante seis años. Esta ciudad le dejó un recuerdo imborrable, como atestiguan algunos de sus escritos autobiográficos. Posteriormente. se instaló en Lorca (Murcia). y en consecuencia su infancia transcurrió en un medio rural. Esta circunstancia influyó de manera decisiva en su personalidad y aficiones ya que, desde temprana edad, mantuvo un estrecho contacto con la naturaleza, mostrando gran interés por los estudios y la lectura. Durante esos años, recibió una sólida formación académica en la escuela que se vio incrementada por la lectura de obras científicas y de aventuras. Particularmente, le influyó la novela Viaje al centro de la Tierra de Julio Verne que impulsó su deseo de investigar y explorar el entorno que le rodeaba, determinando así su vocación.

... no guía hacia la ciencia, porque no tiene ciencia bastante, pero empuja hacia ella y el efecto dinámico es el mismo.
Daniel Jiménez de Cisnero sobre "Viaje al centro de la tierra"

Desde muy joven destacó en sus estudios obteniendo el Premio Extraordinario de Bachillerato de Ciencias y sobresaliente. En 1881, comenzó sus estudios en la Facultad de Ciencias Naturales de la Universidad Central de Madrid, donde obtuvo el Premio Extraordinario en la carrera y su posterior doctorado.

### Etapa profesional
Antes de acabar sus estudios, comenzó su actividad docente, impartiendo clases en el Colegio de la Santísima Cruz de Caravaca (1885-1886). En ese momento, sobrevino la epidemia de cólera y Daniel se refugió en la Sierra del Gavilán. Lejos de ser un periodo de inactividad, aprovechó esta etapa para estudiar e investigar las rocas de su entorno e incluso enseñó a leer a los pastores de la zona que le recompensaban con piedras y fósiles que encontraban, enriqueciendo así sus conocimientos.
Tras licenciarse, trabajó cinco años en el Instituto Politécnico de Cartagena (1887-1892). Obtuvo, el último año, por oposición la cátedra de Historia Natural y Agricultura del Real Instituto de Jovellanos, de Gijón, con el número 1. En dicho centro fue subdirector desde abril a septiembre de 1902.
En 1893 fue nombrado director del Jardín Botánico de dicho instituto y por esa época conoció, en esta ciudad, a Avelina Goicoechea Solís, hija del Director del Instituto, Félix Goicoechea, que se convirtió en su esposa y madre de sus cinco hijos. El menor de ellos, Miguel Jiménez de Cisneros y Goicoechea, nacido en Alicante en 1910, es el heredero y conservador de su obra científica.
Durante su periodo en Asturias, comenzó su incesante labor investigadora, fruto de la cual empezó a publicar trabajos científicos. En ese periodo destaca su contribución con su Memoria y materiales sobre cultivo del gusano de seda en Asturias, con el que obtiene una Medalla de plata concedida por el Jurado de la Exposición de Gijón.  Así como, su posterior estudio sobre el sistema Liásico de Asturias.

### Método educativo
En 1904, obtiene por traslado Instituto General y Técnico de Alicante —actualmente IES Jorge Juan—, en el que permaneció hasta 1933, fecha de su jubilación, coincidiendo durante algunos años con el catedrático José Verdes Montenegro. En este instituto ejerció la dirección del mismo, en dos períodos, e instauró las llamadas clases al aire libre que se enmarcaban dentro de un proyecto educativo pionero, orientado a ampliar contenidos pedagógicos a través del contacto con la naturaleza. Este método contó con una gran aceptación entre el alumnado que mostró su interés solicitando estas excursiones. Estas actividades le brindaron la oportunidad de explorar las montañas y sierras de la provincia de Alicante y alrededores, llegando a realizar más de cien excursiones en los primeros cuatro años. En este programa el alumnado tenía la oportunidad de visitar lugares de interés geológico, despertando, en alguno de ellos, su vocación, como es el caso del más tarde catedrático Federico Gómez Llueca. Jiménez de Cisneros continuó con esta práctica también en su jubilación, llegando a realizar excursiones hasta cumplidos los setenta años.

### Investigaciones científicas
Su vocación por la investigación y su constancia pronto comenzaron a tener resultados, dando luz a diferentes estudios que fueron acogidos con gran interés por la comunidad científica. En 1904 obtiene una distinción del Ministerio de Instrucción Pública por su colección de minerales, rocas y fósiles recogidos durante sus expediciones. En 1906 la Cátedra de Geografía política y descriptiva de la Sección de Historia de la Universidad Central, destacó su trabajo con un premio. y tres años después, sus publicaciones estaban al nivel de otros investigadores como: Eduardo Hernández-Pacheco, Lucas Fernández Navarro, Ángel Corrales, Luis Hoyos y Odón de Buen, obteniendo premios y distinciones.Con Odón de Buen realizó unos trabajos de exploración en una visita del naturalista a Alicante.
Sus estudios y descubrimientos, procedían principalmente de la observación directa. Entre sus logros científicos podemos destacar su descubrimiento de varios pisos en zonas en las que hasta entonces no se habían identificado: el Liásico medio de tipo alpino (Jurásico) en el oeste y centro de Alicante, el Triásico de Facies Alpina en Alicante y Murcia, el Gault (Cretácico) en Alicante, y el Maastrichtiense (Cretácico) cerca de Santander.
En 1917 dio a conocer un extraño fósil, en cuyo grabado se inserta las huellas de una medusa, siendo un ejemplar único por su belleza.
Además, introdujo y popularizó, en la Revista Ibérica, a partir del libro de Vicente Anglada, las nuevas teorías sobre la consistencia interna del globo terráqueo acerca de su solidez y masa metálica que desechaba las antiguas hipótesis que mantenían la teoría de un fuego central .
Por otra parte, catalogó como nuevas alguna de las especies de Ammonites y Braquiópodos del Mesozoico descritas por él. Además, tuvo el honor de realizar la primera descripción de los grandes yacimientos de magnetita de Cehegín (Murcia). Para llevar a cabo su investigación, recorrió a pie la casi totalidad de las provincias de Alicante, Albacete, Murcia y Almería, con el objetivo de levantar minuciosos mapas geológicos de las zonas estudiadas. Afortunadamente, recibió una beca que le permitió realizar viajes de estudios a los museos de ciencias naturales de Francia, Suiza y norte de Italia. También recibió una ayuda para profundizar en sus estudio de la provincia de Alicante. elaborando su trabajo titulado: "Datos para la Geología del Sudeste de España" y sus hallazgo obtuvieron su reconocimiento
Su destacada contribución científica fue requerida en el XI Congreso de Ciencias celebrado en Madrid y también trascendió las fronteras, despertando el interés de Jean-Baptiste Charcot que visitó la zona levantina y se reunió con el catedrático, consolidando su reputación en la comunidad científica internacional. Mantuvo correspondencia con científicos extranjeros como el profesor Fallot de la Universidad de Nancy

### Legado
Su sólido compromiso con la ciencia le permitió atesorar una importante colección de fósiles, que despertó el interés de la Universidad de Alicante y donde su trabajo fue objeto de estudio  de la tesis doctoral del profesor José Francisco Baeza Carratalá.
Este comprometido trabajo le permitió establecer una estrecha relación con el Museo Nacional de Ciencias Naturales de Madrid, la institución científica más preclara de la época, colaborando de manera constante y significativa. Desde su nombramiento como corresponsal del mismo en 1902, envió numerosas muestras de animales, minerales, rocas y fósiles de las provincias por él recorridas. Fue también correspondiente de la Academia Pontificia de Ciencias “Nuovi Lincei”, académico corresponsal nacional de la Real Academia de Ciencias Exactas, Físicas y Naturales, corresponsal del Club Montanyenc de Barcelona y, en 1924, presidente de la Sociedad Ibérica de Ciencias Naturales.
Sus trabajos científicos fueron publicados en: Revista Ibérica (treinta y tres); Sociedad Ibérica de Ciencias Naturales de Zaragoza: uno en las Memorias y siete en el Boletín; Real Sociedad Española de Historia Natural: uno en las Memorias, tres en las Actas y noventa y ocho en el Boletín; Revista Las Ciencias (dos); Junta para Ampliación de Estudios e Investigaciones Científicas (JAE) (cuatro); así como en diversos congresos en Zaragoza, Valencia, Granada, Madrid, Sevilla, Oporto, Salamanca, Cádiz, Barcelona y Lisboa.
Durante la guerra civil, su colección científica compuesta de unos trece mil ejemplares de minerales y fósiles se trasladó a Caravaca y, una vez finalizada la contienda, regresó a Alicante.
Realizó, además, estudios de Náutica y de esperanto; y, por otra parte, cultivó durante muchos años su afición literaria: cuentos, relatos, fábulas, obras teatrales, poemas y romancillos, algunos de ellos inéditos. Han sido estudiados y revisado por su nieta Consuelo Jiménez de Cisneros.
Daniel Jiménez de Cisneros falleció en su domicilio, en la calle Quintana 74, de Alicante el 17 de enero de 1941 y fue enterrado en el cementerio municipal de Nuestra Señora del Remedio de Alicante.

## Obras y artículos publicados
- El yacimiento de magnetita de Ceherín. Boletín de la Real Sociedad Española de Historia Natural. Tomo III, pp.290-294. 1903.
- El yacimientoprehistórico de la Rambla Bermeja, en el término de Lorca, y noticias acerca de otro pococ conocidos en la provincia de Alicante. Boletín de la Real Sociedad Española de Historia Natural. Tomo III, pp.333-342. 1903.
- Restos prehistóricos encontrados en la aldea de Archivel. Boletín de la Real Sociedad Española de Historia Natural. Tomo IV, pp.294-296. 1904.
- La existencia de infacretáceo en Busot. Boletín de la Real Sociedad Española de Historia Natural. Tomo IV, pp.296-297. 1904.
- El yacimiento de azufre de la Peña de Catí, en el término de Petrel (Alicante). Boletín de la Real Sociedad Española de Historia Natural. Tomo V, pp.485-488. 1905.
- Datos para el estudio de la Geología del partido judicial de Caravaca. 1903 (reed. facs., Alicante, Universidad, 2004)
- Datos para la Geología del sudeste de España. Valencia, 1911. Memoria de la Sección de Ciencia Naturales del Congreso de Valencia.
- Geología y prehistoria de los alrededores de Fuente Álamo (Albacete). Serie Geológica . Madrid, 1912 a 1918. 8º. Biblioteca de Museo de Ciencias Naturales de Madrid.
- Resumen de los datos paleontológicos recogidos en algunos Museos de Italia, Suiza y Francia, durante el mes de agosto de 1913. Madrid. Fortanet, 1914
- Noticias acerca del encuentro de varios yacimientos liásicos y oolíticos de la provincia de Alicante. Boletín de la Real Sociedad Española de Historia Natural. Tomo XV, pp.437-442. 1915
- Geología y Paleontología de Alicante. Madrid, JAE, 1917
- Especies nuevas o poco frecuentes en la fauna del Secundario de España. Boletín de la Real Sociedad Española de Historia Natural. Tomo XVII, pp.223-226. 1917
- La Sierra de Crevillente. Revista Ibérica. Madrid.  Año VI. Tomo 1º. Vol. XI, nº 272, pp.318-221. 1919
- La Sierra de Crevillente (Conclusión). Revista Ibérica. Madrid.  Año VI. Tomo 1º. Vol. XI, nº 279, pp.329-331. 1919
- Estudio sobre el núcleo de la tierra. Madrid, Ibérica, nº 314. 1920*
- Colab. en la Geografía General del Reino de Valencia de Carreras y Candi (capítulo sobre la Geología y Paleontología), 1910;
- Noche toledana, 1905 (reed. en Semanario Heraldo del Segura, 1930);
- Visitas importunas (juguete cómico), 1926 (inéd.);
- El tamaño de las almas (Recuerdos de un sueño), El Noticiero del Lunes, Alicante, 1927*;
- La cueva de la barquilla* (obra teatral), Alicante, Sucesor de Viuda de Reus, 1927;
- Huércal-Overa hace sesenta años (Recuerdos de un niño y comentarios de un viejo), en Periódico El Almanzora, 1930-1931 (ed. de C. Jiménez de Cisneros y Baudin, San Vicente del Raspeig (Alicante), Club Universitario, 2003);
- Por tierras de Murcia (1872-1892): Primera parte: Diez años en Lorca. Segunda parte: De la Universidad a la Cátedra, Alicante, F. Zamora, 1935 (reed. Real Academia Alfonso X el Sabio, Murcia, 1993);
- Del fósil al verso, ocios literarios de un científico, sel. y est. de C. Jiménez de Cisneros y Baudin, Caravaca de la Cruz, Ayuntamiento, 2008).#